# آرنت (کنتاکی)
آرنت (به انگلیسی: Arnett) یک منطقهٔ مسکونی در ایالات متحده آمریکا است که در شهرستان آوسلی، کنتاکی واقع شده است. آرنت  ۲۴۹٫۰۲ متر بالاتر از سطح دریا واقع شده است.